# Friedrich Heinrich Ernst von Wrangel
Friedrich Heinrich Ernst von Wrangel (ur. 13 kwietnia 1784 w Szczecinie, zm. 1 listopada 1877 w Berlinie) – pruski wojskowy, hrabia, Generalfeldmarschall.

## Życiorys
Był synem Friedricha Ernsta von Wrangla, oberstleutnanta piechoty w regimencie nr 7 twierdzy Szczecin, oraz Sophie von Below. Ukończył naukę w gimnazjum w Szczecinku. W 1796 roku rozpoczął służbę w regimencie dragonów „von Werther” w Prusach Wschodnich, dwa lata później otrzymał stopień porucznika. Uczestnik wojen napoleońskich, za męstwo w bitwie pod Lidzbarkiem Warmińskim w 1807 roku został odznaczony orderem Pour le Mérite. Po bitwie pod Lipskiem w 1813 roku otrzymał Krzyż Żelazny, zaś w 1815 roku został awansowany do stopnia pułkownika.
Od 1821 roku dowodził brygadą kawalerii. W 1823 roku został awansowany do stopnia generała majora. W 1834 roku jako dowódca 13 dywizji tłumił zamieszki w Kolonii, za co otrzymał awans do stopnia generała porucznika. W latach 1842–1848 był dowódcą II Korpusu Armijnego w Szczecinie. W 1846 roku otrzymał tytuł honorowego obywatela Szczecina.
W 1848 roku otrzymał dowództwo III Korpusu Armijnego. Uczestniczył w I wojnie o Szlezwik (1848–1851), otrzymując awans do stopnia generała kawalerii. Tłumił rozruchy rewolucyjne podczas Wiosny Ludów, w dniu 10 listopada 1848 roku wkroczył wraz z wojskiem do Berlina i ogłosił stan wojenny w mieście, usuwając z parlamentu członków stronnictwa liberalnego. W 1856 roku otrzymał stopień feldmarszałka. Podczas wojny duńskiej w 1864 roku dowodził połączonymi siłami prusko-austriackimi. Ustąpił z dowództwa po krwawo zakończonej bitwie pod Dybbøl. W ostatnich latach poprzedzających wybuch wojny francusko-pruskiej uczestniczył w pracach nad reformą pruskiej kawalerii.
Pod koniec życia sędziwy feldmarszałek cieszył się dużą popularnością wśród żołnierzy, którzy nazywali go pieszczotliwie „Papa Wrangel”. W 1866 roku, dla uczczenia 70. rocznicy jego służby wojskowej, 3 regiment kirasjerów otrzymał imię „Graf Wrangel”. Przed II wojną światową na domu rodzinnym Wrangla w Szczecinie znajdowała się tablica pamiątkowa, jego imieniem nazwana była także jedna z ulic w mieście (ob. ulica Bazarowa).

## Odznaczenia i wyróżnienia
Do roku 1876:
- Order Orła Czarnego z Łańcuchem i Brylantami (Prusy)
- Order Pour le Mérite z Koroną i Liśćmi Dębu (Prusy)
- Krzyż Wielki Orderu Orła Czerwonego z Liśćmi Dębu i Mieczami na Pierścieniu (Prusy)
- Order Orła Czerwonego I Klasy z Brylantami (Prusy)
- Order Korony I Klasy z Mieczami (Prusy)
- Gwiazda Wielkiego Komandora Orderu Hohenzollernów z Mieczami i Brylantami (Prusy)
- Krzyż Wielkiego Komandora Orderu Hohenzollernów z Mieczami i Brylantami (Prusy)
- Krzyż Żelazny I Klasy (Prusy)
- Odznaka Honorowa Wojskowa I Klasy (Prusy)
- Komandor Orderu św. Jana (Prusy)
- Krzyż Wielki Orderu Gwelfów (Hanower)
- Krzyż Wielki Orderu Alberta Niedźwiedzia (Anhalt)
- Krzyż Wielki Orderu Zasługi Wojskowej Karola Fryderyka (Badenia)
- Krzyż Wielki Orderu Zasługi Korony Bawarskiej
- Krzyż Wielki Orderu Leopolda (Belgia)
- Krzyż Wielki Orderu Henryka Lwa (Brunszwik)
- Krzyż Wielki Orderu Danebroga (Dania)
- Krzyż Wielki Orderu Zasługi św. Ludwika (Parma)
- Krzyż Wielki Orderu Korony Wendyjskiej (Meklemburgia-Schwerin)
- Krzyż Zasługi Wojskowej I Klasy (Meklemburgia-Schwerin)
- Krzyż Wielki Orderu św. Stefana (Austro-Węgry)
- Komandor Orderu Marii Teresy (Austro-Węgry)
- Krzyż Wielki Orderu Leopolda (Austro-Węgry)
- Krzyż Wielki Orderu Zasługi (Oldenburg)
- Order św. Andrzeja z Brylantami (Rosja)
- Order Świętego Włodzimierza IV Klasy z Mieczami (Rosja)
- Krzyż Wielki Orderu Ernestyńskiego (Ks. Saksonii)
- Order Królewski Serafinów (Szwecja)